# Nina Ramsby Ludvig Berghe Trio

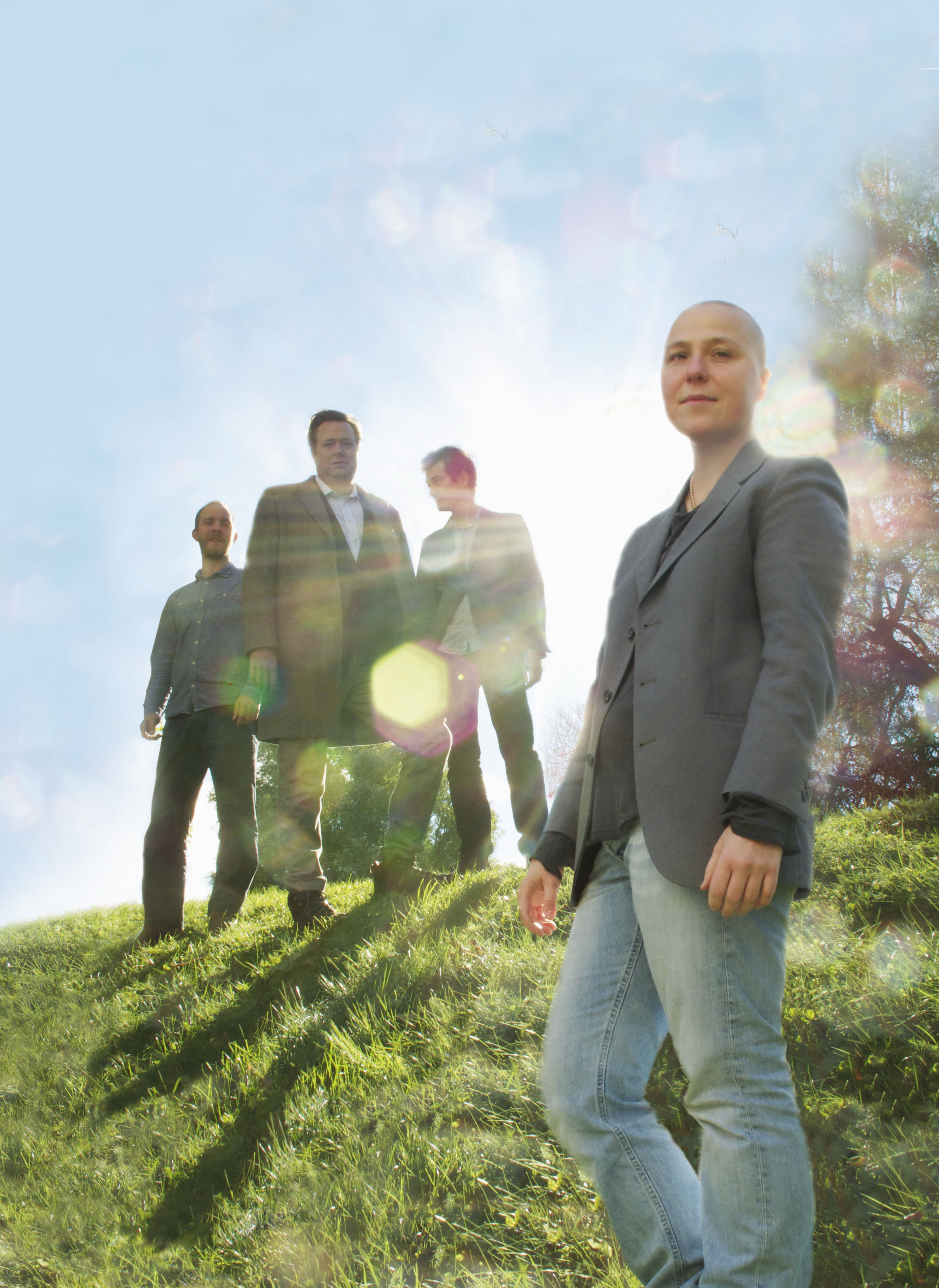
Nina Ramsby Ludvig Berghe Trio 2013

Nina Ramsby Ludvig Berghe Trio är en svensk jazzgrupp. Samarbetet startade med en gästning på Gröna Lunds jazzscen 2007. Ludvig Berghe var anlitad kapellmästare och bokare för Gröna Lund JazzCafé (tillsammans med Joachim Bergström) och Ludvig Berghe Trio var husbandet under tre sommarsäsonger. Nino Ramsby komponerade nya texter och melodier till bandets redan existerande instrumentella repertoar till sin medverkan. Kort därpå följde ett uppträdande på Manifestgalan i Stockholm av Ramsby tillsammans med trion och då togs beslutet om att spela in en skiva tillsammans under det nya bandnamnet Nina Ramsby Ludvig Berghe Trio på skivbolaget Moserobie.

## Medverkande
- Nino Ramsby - Komposition, text, sång, klarinett, kornett.
- Ludvig Berghe - Komposition, piano
- Daniel Fredriksson - Trummor
- Lars Ekman/Kenji Rabson - Bas

## Diskografi
- 2008 – Du har blivit stor nu (en kamp!) (Moserobie)
- 2013 – Varsågoda och tack (Moserobie)

## Webbkällor
- http://www.svd.se/kultur/musik/existentiell-trio-pa-fyra_1847493.svd
- http://dagensskiva.com/2008/10/24/nina-ramsby-ludvig-berghe-trio-du-har-blivit-stor-nu-en-kamp/
- http://sverigesradio.se/sida/artikel.aspx?programid=478&artikel=5459842
- http://kritiker.se/skivor/nina-ramsby-ludvig-berghe-trio/varsagoda-och-tack/
- http://kritiker.se/skivor/nina-ramsby-ludvig-berghe-trio/du-har-blivit-stor-nu-en-kamp/